# Powstanie w Treblince
Powstanie w Treblince, zwane również buntem w Treblince – wystąpienie i zbiorowa ucieczka więźniów, do których doszło 2 sierpnia 1943 roku w niemieckim nazistowskim obozie zagłady Treblinka II.
Powstanie zorganizowali członkowie obozowej konspiracji, która zawiązała się w pierwszych miesiącach 1943 roku. Jego celem było zniszczenie ośrodka zagłady i umożliwienie zbiorowej ucieczki więźniów. Spiskowcom udało się zdobyć broń z niemieckiego magazynu, lecz z powodu przedwczesnego rozpoczęcia walki nie zdołali zlikwidować załogi i zniszczyć komór gazowych. Spośród około 840 więźniów, którzy przebywali w obozie w momencie wybuchu powstania, kilkuset poległo w walce, a blisko czterystu zdołało zbiec. Wojnę przeżyło niespełna siedemdziesięciu uciekinierów.

## Geneza
Obóz Treblinka II był jednym z trzech ośrodków zagłady utworzonych przez Niemców w ramach akcji „Reinhardt”. Funkcjonował od lipca 1942 roku; prowadzono w nim eksterminację ludności żydowskiej. W ocenie Jacka A. Młynarczyka minimalną liczbę ofiar Treblinki należy szacować na 780 863 osoby.
Niemcy od samego początku zakładali, że wszystkie prace fizyczne w obozach zagłady – także bezpośrednio związane z procesem eksterminacji – będą wykonywali Arbeitsjuden, czyli żydowscy więźniowie, którym oszczędzono natychmiastowej śmierci w komorach gazowych. Z przybywających do Treblinki transportów wyłączano więc fachowców, których umiejętności były przydatne w obozie, oraz młodych i silnych mężczyzn zdolnych do ciężkiej pracy fizycznej. Liczba „wyselekcjonowanych” zależała od aktualnych potrzeb – czasem z transportów wyłączano kilkaset osób, a w innych wypadkach zaledwie kilka lub nikogo. W strefie przyjęć oraz w strefie administracyjno-mieszkalnej, które zwano potocznie „dolnym obozem”, pracowało przeciętnie od 700 do 1500 więźniów. Do ich zadań należało wyprowadzanie ofiar z wagonów, doprowadzanie ich do rozebrania się do naga, sortowanie zagrabionych ubrań i przedmiotów, obcinanie włosów kobietom, wykonywanie rozmaitych prac na rzecz obozu i jego załogi. Maksymalnie do 300 Żydów pracowało w obszarze zagłady, potocznie zwanym „górnym obozem” lub „obozem umarłych” (niem. Totenlager, yid.Tojtlager). Ich położenie było szczególnie tragiczne, gdyż ich zadaniem było opróżnianie i uprzątanie komór gazowych, wyrywanie trupom złotych zębów oraz grzebanie zwłok w masowych grobach (później ich palenie).
W pierwszych miesiącach istnienia obozu rotacja wśród Arbeitsjuden była bardzo wysoka. Niemcy i wachmani nieustannie maltretowali i mordowali więźniów, ubytki zastępując mężczyznami wyselekcjonowanymi z nowych transportów. Ciągła rotacja odbijała się negatywnie na wydajności pracy więźniów. Co więcej, każdy z nich żył ze świadomością, że lada chwila może zostać zabity, co skłaniało niektóre jednostki do aktów desperackiego oporu. Sygnałem ostrzegawczym dla Niemców stała się śmierć esesmana Maxa Biali, śmiertelnie ranionego nożem przez argentyńskiego Żyda, Meira Berlinera. W rezultacie we wrześniu 1942 roku komendant Franz Stangl zarządził utworzenie stałych komand roboczych. Z czasem ograniczono liczbę egzekucji, oznaczono więźniów numerami i nieco poprawiono ich warunki bytowe.

## Obozowa konspiracja
Na początku 1943 roku zaistniały warunki, które umożliwiły zorganizowanie obozowego ruchu oporu. Po pierwsze, ograniczenie liczby egzekucji znacząco zmniejszyło rotację wśród „Żydów pracujących”. Po drugie, do Treblinki zaczęło docierać coraz mniej transportów, co wzbudziło wśród więźniów obawy, że obóz wkrótce zostanie zlikwidowany, a oni sami wymordowani. Do Żydów docierały również strzępy informacji o niemieckich klęskach pod Stalingradem i na innych frontach, na podstawie których wysnuto wniosek, że Niemcy będą dążyć do wyeliminowania świadków ludobójstwa. O ile w pierwszych miesiącach istniały pewne szanse wydostania się z obozu, o tyle jesienią 1942 roku Niemcy znacznie zaostrzyli środki bezpieczeństwa, na skutek czego z początkiem następnego roku ucieczki ustały niemal zupełnie. Ograniczenie możliwości ucieczek indywidualnych w połączeniu z obawą przed wymordowaniem wszystkich więźniów, spowodowały, że wśród Arbeitsjuden zaczęła kiełkować myśl o zbrojnym powstaniu i zbiorowej ucieczce.

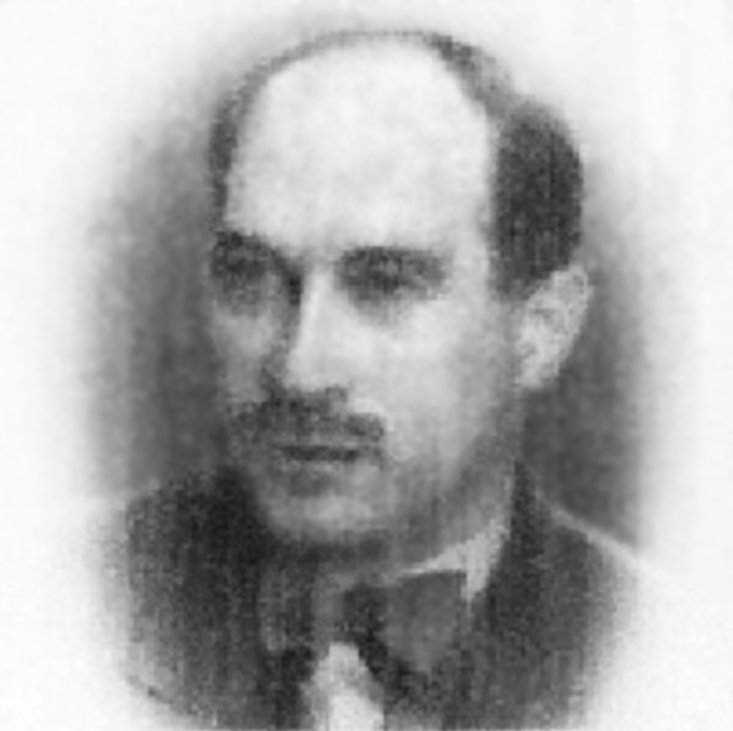
Julian Chorążycki, pierwszy przywódca konspiracji w Treblince

Na przełomie lutego i marca 1943 roku grupa więźniów „dolnego obozu” zawiązała Komitet Organizacyjny. Jego członkami założycielami byli: Julian Chorążycki (lekarz medycyny z Warszawy, kapitan WP), Ze’ew Kurland (kapo w „lazarecie”), Želomir „Želo” Bloch (oficer armii czechosłowackiej, vorarbaiter w komandzie sortowniczym), Israel Sudowicz (agronom z Warszawy), Władysław Salzberg (kuśnierz z Kielc, kierownik warsztatu krawieckiego). Po pewnym czasie dołączył do nich jeszcze Adolf Friedman z Łodzi (kapo w komandzie sortowniczym, rzekomo żołnierz Legii Cudzoziemskiej). W skład Komitetu wchodzili również inni więźniowie, lecz na temat ich tożsamości występują sprzeczne informacje. Nieformalnym liderem Komitetu był Chorążycki, natomiast ekspertem do spraw wojskowych „Želo” Bloch. Wszyscy konspiratorzy byli więźniami funkcyjnymi lub zaliczali się do grona „nadwornych Żydów” (niem. Hofjuden), a więc stali na szczycie więźniarskiej hierarchii. Przeważali wśród nich dojrzali mężczyźni wywodzący się ze środowiska inteligenckiego.
Komitet nie zamierzał rekrutować zbyt wielu członków, a swe wysiłki koncentrował na zdobyciu broni. Jako że więźniowie potajemnie gromadzili pozostałe po zagazowanych Żydach złoto i kosztowności, planowano początkowo przekupić wachmanów lub nabyć broń za pośrednictwem polskich chłopów, z którymi sporadyczny kontakt utrzymywały komanda pracujące w lesie nieopodal obozu. Próby te zakończyły się jednak niepowodzeniem. Co więcej, zanim Komitet Organizacyjny rozwinął szerszą działalność, spadły nań liczne ciosy. W drugiej połowie marca znaczną liczbę więźniów „dolnego obozu”, wśród nich „Želo” Blocha i Adolfa Friedmana, przeniesiono do pracy w obszarze zagłady. W pierwszej połowie kwietnia samobójstwo popełnił doktor Chorążycki, u którego Niemcy wykryli pieniądze przeznaczone do przekupienia wachmanów.
Niedługo po śmierci Chorążyckiego do Komitetu dołączył Benjamin Rakowski, starszy obozu (niem. Lagerälteste). W kwietniu wysiłki ukierunkowane na zdobycie uzbrojenia zostały wreszcie uwieńczone powodzeniem. Pewnego dnia zepsuł się zamek do drzwi w magazynie broni, który mieścił się w kwaterach załogi niemieckiej. Żydowski ślusarz Eugeniusz Turowski wykorzystał tę okazję, aby potajemnie dorobić klucz. Jeszcze w tym samym miesiącu podjęto pierwszą, prawdopodobnie zorganizowaną ad hoc, próbę wykradzenia broni. W ciągu dnia żydowscy chłopcy, którzy pełnili funkcję ordynansów esesmanów (Putzer), potajemnie wynieśli z magazynu dwie skrzynki granatów. Gdy jednak dostarczono je konspiratorom, wyszło na jaw, że granaty są pozbawione zapalników (przechowywano je osobno). W rezultacie chłopcy musieli niepostrzeżenie odnieść skrzynki z powrotem do magazynu. Po tym wydarzeniu aktywność Komitetu chwilowo zmalała. Lagerälteste Rakowski porzucił myśl o zbrojnym oporze, postanawiając uciec wraz ze swą kochanką i grupą zaufanych więźniów. Zanim jednak zdołał zrealizować plan ucieczki, Niemcy wykryli u niego ukryte złoto i kosztowności, po czym rozstrzelali go w „lazarecie” (przełom kwietnia i maja).

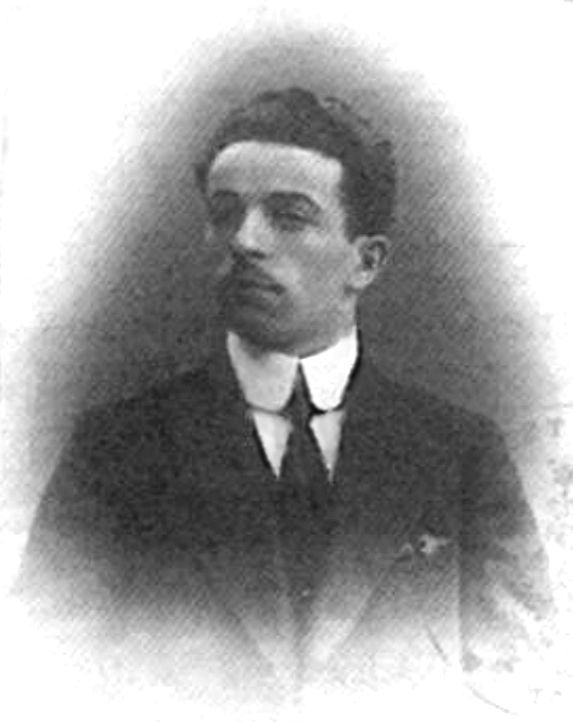
Berek Lajcher, przypuszczalny drugi przywódca konspiracji

W maju do obozu dotarły wieści o powstaniu, które wybuchło w getcie warszawskim. Przykład dany przez bojowników getta podziałał inspirująco na więźniów Treblinki. Impulsem do wznowienia przygotowań do powstania stały się także informacje o kolejnych klęskach Wehrmachtu na froncie wschodnim i w Afryce. W czerwcu do Komitetu dołączyli nowi członkowie: inż. Marceli Galewski, który po śmierci Rakowskiego objął funkcję „starszego obozu”, oraz niejaki Moniek z Warszawy (kapo „nadwornych Żydów”). Niektóre źródła wymieniają także Rudolfa Masárka (półkrwi Żyda, oficera armii czechosłowackiej) oraz „dr. Leicherta z Węgrowa”. Ten ostatni, noszący w rzeczywistości nazwisko Berek Lajcher, miał według Samuela Rajzmana zastąpić dr. Chorążyckiego i stać się faktycznym przywódcą grupy konspiracyjnej. Inne źródła jako nowego przywódcę konspiracji wskazują Galewskiego. Z kolei nowsze publikacje sugerują, że przywódcą tym mógł być także Mojsze Lubling z Wolbromia, przybyły do Treblinki z początkiem października 1942 roku. Zgodności nie ma. Odnowiony Komitet liczył około dziesięciu członków, przy czym ze starego składu pozostali jedynie Kurland, Sudowicz i Salzberg. Wkrótce w szeregi konspiracji zaczęto werbować nowych członków, na skutek czego w lipcu 1943 roku jej liczebność sięgnęła około 60 osób. Spiskowcy byli podzieleni na sekcje liczące 5–10 osób.
Równolegle z rozwojem konspiracji w „dolnym obozie” tworzyły się jej zręby w Totenlagrze. Głównymi inicjatorami byli „Želo” Bloch i Adolf Friedman, których przeniesiono z „dolnego obozu” w marcu 1943 roku. Warunki, w których prowadzili pracę konspiracyjną, były bardzo trudne. W przeciwieństwie do spiskowców z „dolnego obozu”, posiadających oparcie w więźniarskiej starszyźnie, musieli się wystrzegać kontaktów z Oberkapo Singerem i jego stronnikami, którzy cieszyli się reputacją kolaborantów i donosicieli. Nie mieli także możliwości potajemnego zdobycia broni palnej. Stosunkowo niewielka liczba więźniów i niesprzyjająca topografia „górnego obozu” stawiały ponadto potencjalnych powstańców w niekorzystnym położeniu. Niemniej pod koniec maja lub na początku czerwca w „górnym obozie” działał już osobny Komitet Organizacyjny, przy czym nazwiska jego członków – poza Blochem i Friedmanem – pozostają nieznane. Łączna liczba konspiratorów sięgała kilkudziesięciu osób; podobnie jak w „dolnym obozie” byli podzieleni na pięcioosobowe zespoły. Łącznikiem pomiędzy obydwoma komitetami stał się cieśla Jankiel Wiernik, który z racji wykonywanej pracy był jednym z nielicznych więźniów posiadających prawo do przemieszczania się pomiędzy różnymi strefami obozowymi.
Mimo że wśród „Żydów pracujących” znajdowała się pewna liczba niemieckich konfidentów, obie odnogi obozowego ruchu oporu zdołały uniknąć dekonspiracji.

## Decyzja
Mimo rozrostu szeregów konspiracji Komitet Organizacyjny odwlekał decyzję o rozpoczęciu powstania. Wynikało to zarówno ze świadomości ryzyka, jak również z faktu, iż na przełomie czerwca i lipca 1943 roku wyraźnie poprawiły się warunki życia w „dolnym obozie”. Niemcy nieco rozluźnili dyscyplinę, a zmniejszenie liczby transportów spowodowało, że więźniowie nie byli już nadmiernie obciążeni pracą. Ponadto załoga zaczęła inicjować lub zezwalać Żydom na rozmaite „rozrywki” lub formy aktywności kulturalnej, chcąc w ten sposób odwrócić ich uwagę od zbliżającej się likwidacji obozu.
Zupełnie inne nastroje panowały wśród więźniów „górnego obozu”, którzy od marca pracowali przy ekshumacji i kremacji blisko 700 tys. zwłok pogrzebanych w zbiorowych mogiłach. W drugiej połowie lipca praca ta zaczęła dobiegać końca, a dla więźniów jasnym stało się, że wkrótce po spaleniu ostatnich zwłok zostaną wymordowani. Za pośrednictwem Jankiela Wiernika zaczęli więc naciskać na Komitet Organizacyjny, aby pilnie wyznaczył termin wybuchu powstania. Na te żądania Galewski i jego towarzysze udzielali jednak wymijających odpowiedzi. Tymczasem palenie zwłok było już do tego stopnia zaawansowane, że Niemcy urządzili libację, aby uczcić zbliżający się koniec prac. Napięcie wśród więźniów Totenlagru zaczęło w tym momencie sięgać zenitu. Ostatecznie przywódcy tamtejszej konspiracji wystosowali ultimatum do „dolnego obozu”, grożąc, że jeśli natychmiast nie wyznaczą bliskiego terminu wybuchu powstania, „górny obóz” ruszy do walki samodzielnie. Dla Galewskiego i pozostałych przywódców jasne było, że bunt w samym tylko Totenlagrze nie ma szans powodzenia, a w dodatku może spowodować odwetowe wymordowanie wszystkich więźniów. Prawdopodobnie podczas narad prowadzonych w dniach 30–31 lipca podjęto decyzję, że powstanie wybuchnie w poniedziałek 2 sierpnia w godzinach popołudniowych.

## Plan

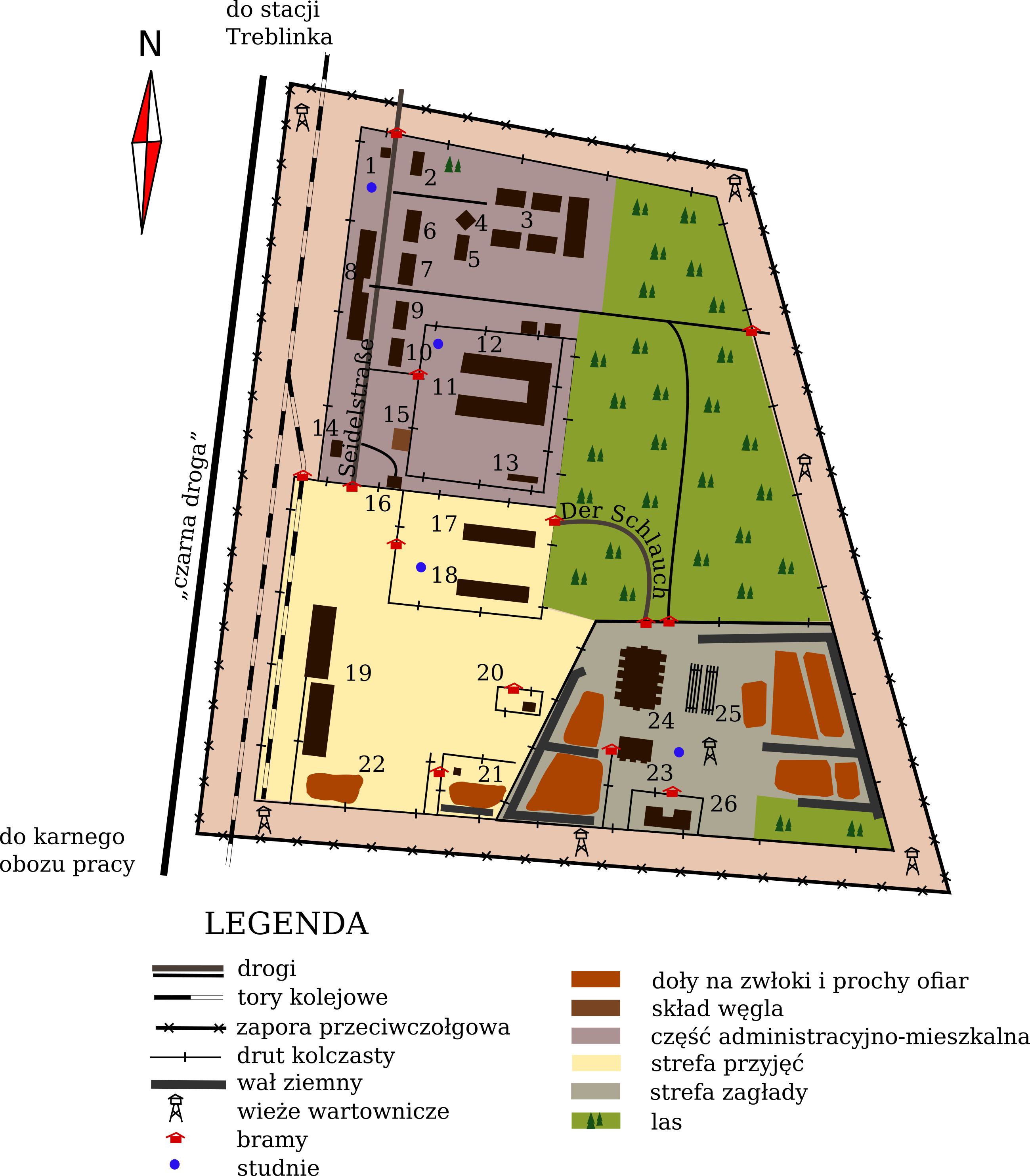
Plan obozu zagłady w Treblince

Głównym celem konspiratorów było opanowanie i zniszczenie obozu. Dopiero w dalszej kolejności zamierzali dokonać zbiorowej ucieczki. Jej plan przewidywał, że zbiegowie wyruszą w kierunku północnym i wschodnim, przeprawią się przez Bug, a następnie ukryją się w Puszczy Białowieskiej.
Dla przywódców Komitetu jasne było, że walka musi rozpocząć się za dnia. Budynek załogi niemieckiej był wtedy opustoszały, co było nieodzownym warunkiem, aby chłopcy-służący mogli wydobyć broń z magazynu. Co więcej, w ciągu dnia Niemcy i wachmani pozostawali rozproszeni po całym obozie i do pewnego stopnia wymieszani z Żydami, podczas gdy w nocy byli skoncentrowani w strefie mieszkalnej, a więźniowie przebywali pod strażą w zaryglowanych barakach. Oczywiste było, że Niemcy urządzą zakrojony na szeroką skalę pościg za zbiegami, stąd konspiratorzy uznali, że opanowanie obozu powinno nastąpić w ciągu dnia, a pierwszy etap ucieczki – pod osłoną nocnych ciemności. Ponadto codziennie o godzinie 16:45 nieopodal obozu przejeżdżał pociąg, którym kilkuset polskich i żydowskich więźniów powracało z robót w Małkini do pobliskiego obozu pracy Treblinka I. Konspiratorzy liczyli, że uda się zatrzymać pociąg i wciągnąć więźniów do walki. Biorąc pod uwagę wszystkie te uwarunkowania, przywódcy Komitetu postanowili, że powstanie rozpocznie się o godzinie 16:30, tj. na pół godziny przed końcem dnia roboczego.
Plan, który przygotowano w „dolnym obozie”, przewidywał, że mniej więcej na dwie godziny przed wybuchem powstania czterech młodocianych służących, którymi kierował chłopiec z Warszawy imieniem Markus, zacznie potajemnie wynosić broń z magazynu. Po jej rozdysponowaniu zespoły bojowe miały zająć wyznaczone stanowiska. W tym czasie zamierzano także zwabić do warsztatów i po cichu zabić jak największą liczbę niemieckich esesmanów. Sygnałem do rozpoczęcia otwartej walki miała być eksplozja granatu. Komando Sudowicza, które pracowało w ogrodzie warzywnym i w zagrodach zwierzęcych, otrzymało zadanie dopilnowania wydobycia broni z magazynu, a następnie zaatakowania budynków załogi niemieckiej i baraków wachmanów. Walką na terenie strefy więźniarskiej, zwanej potocznie „gettem”, dowodzić miał Salzberg. Działaniami powstańców pracujących na „placu sortowniczym” kierować miał Kurland; u jego boku miał znajdować się Galewski, który wybrał to miejsce na swoje stanowisko dowodzenia. Konspiratorzy zakładali, że w ciągu godziny zdołają zdobyć i podpalić obóz. Zamierzali wybić wszystkich niemieckich esesmanów – na początku powstania lub w miarę możliwości przed jego rozpoczęciem – gdyż liczyli, że pozbawieni dowództwa wachmani złożą wówczas broń. Ze względu na zagrożenie stwarzane przez konfidentów postanowiono, że ogół więźniów zostanie poinformowany o powstaniu dopiero w momencie rozpoczęcia otwartej walki.
Przed szczególnie trudnym zadaniem stanęli konspiratorzy z „górnego obozu”. Znali dzień wybuchu powstania, lecz nie poinformowano ich o dokładnej godzinie rozpoczęcia walki. Co więcej, ze względu na letnie upały pracę w Totenlagrze kończono już w południe. Tym samym istniało zagrożenie, że w chwili wybuchu powstania wszyscy Żydzi będą przebywać w obrębie ogrodzonej drutem kolczastym strefy więźniarskiej, gdzie wachmani z wieżyczek strażniczych i posterunku przy wejściu łatwo mogli ich przygwoździć ogniem broni maszynowej. Zdecydowano, że rankiem 2 sierpnia Wiernik uda się do „dolnego obozu”, aby uzyskać informację o godzinie rozpoczęcia walki. Postanowiono także wydobyć z grobów jak największą liczbę zwłok i w ten sposób przedłużyć pracę do godzin popołudniowych. Znaleziono również sposób na neutralizację najgroźniejszej wieżyczki strażniczej, ulokowanej w centralnej części Totenlagru. Mianowicie na krótko przed wybuchem walki kilku konspiratorów miało zwabić strażnika na dół, rzekomo, aby zaoferować mu złoto i dolary w zamian za żywność, a następnie zabić go po cichu.

## Powstanie

### Przebieg
Wieczorem 1 sierpnia Ze’ew Kurland przyjął przysięgę od członków konspiracji w „dolnym obozie”. Rankiem następnego dnia więźniowie jak zwykle udali się do pracy. Pod pozorem wykonywania codziennych zadań ostrzono noże i siekiery oraz przygotowywano kanistry z benzyną. Podniecenie, które z najwyższym trudem ukrywali członkowie konspiracji, szybko udzieliło się Żydom niewtajemniczonym w plan powstania. Więźniowie spodziewając się czegoś nadzwyczajnego – być może wybuchu buntu, o którym od dłuższego czasu krążyły w obozie pogłoski – zaczęli wyciągać z kryjówek zapasowe ubrania, złoto, waluty i kosztowności, które zgromadzili wcześniej na wypadek ucieczki. Po przerwie obiadowej, tj. po godzinie 13:00, Galewski przydzielił dodatkowych robotników-konspiratorów do komand pracujących w newralgicznych punktach „dolnego obozu”. W międzyczasie zaszły też wypadki, które nieco poprawiły stosunek sił na korzyść powstańców. Mianowicie wkrótce po południu czterech esesmanów i szesnastu wachmanów, a wśród nich zastępca komendanta SS-Untersturmführer Kurt Franz, opuściło obóz, aby zażyć kąpieli w Bugu. Przed południem komendanta Stangla odwiedził natomiast znajomy oficer, który służył w jednostce wschodnich kolaborantów kwaterującej w Kosowie Lackim. Obaj mieli wypić znaczne ilości alkoholu.
Wynoszenie broni z magazynu miało się rozpocząć o godzinie 14:00. Nie obyło się bez komplikacji, gdyż w budynku nieoczekiwanie pozostał esesman Max Möller. Ostatecznie Sudowicz zdołał wywabić Niemca na zewnątrz, niemniej w harmonogramie nastąpiło pierwsze opóźnienie. Co gorsza, wynoszenie uzbrojenia okazało się bardzo czasochłonne. Chłopcy, z zachowaniem wszelkich środków ostrożności, musieli bowiem pakować broń palną i granaty do niewielkich worków, które później wyciągali przez okno i pojedynczo przenosili do garażu. Następnie Żydzi z komanda budowlanego ukrywali worki w taczkach i rozwozili po różnych punktach „dolnego obozu”. W czasie, gdy wynoszono broń, członek komanda dezynfekcyjnego pod pozorem rutynowego odkażania zaczął oblewać benzyną ściany drewnianych baraków i warsztatów. Rudek Lubrenicki, pod którego opieką znajdował się obozowy park samochodowy, niepostrzeżenie uszkodził silnik zaparkowanego w garażu samochodu pancernego.
Ostatnie przygotowania trwały także w Totenlagrze. Rankiem Wiernik uzyskał zgodę na udanie się do „dolnego obozu”, rzekomo po dodatkowe deski potrzebne do prac budowlanych. Na miejscu skontaktował się z tamtejszymi konspiratorami, którzy przekazali mu informację o godzinie rozpoczęcia powstania. W międzyczasie komando grabarzy wydobyło z dołów tak wiele zwłok, że zastępca kierownika „górnego obozu”, SS-Unterscharführer Karl Pötzinger, zgodził się, aby grupa około trzydziestu młodych mężczyzn spaliła je w godzinach popołudniowych. Nie chcąc tą nieoczekiwaną gorliwością wzbudzić podejrzeń Pötzingera, Friedman wynegocjował, że robotnikom przydzielone zostaną dodatkowe racje chleba. Po południu poza strefą więźniarską znalazła się także grupa „nosiwodów”. Swoją pracę wykonywali szczególnie powoli, aby uniknąć zbyt szybkiego powrotu do baraku. Ich grupę, zwyczajowo złożoną z 2–3 Żydów, powiększono do pięciu osób; był wśród nich „Želo” Bloch. Wkrótce wszyscy Niemcy opuścili Totenlager; na miejscu pozostali jedynie wachmani. Obu zespołom pracującym poza strefą więźniarską przydzielono po jednym strażniku, trzeci stanął przy bramie w ogrodzeniu otaczającym barak, a dwóch pozostałych zajęło stanowiska na wieżyczkach strażniczych.
Wkrótce zaszły wypadki, które zniweczyły przygotowany przez spiskowców harmonogram. Około godziny 15:30 w „getcie” pojawił się kierownik „dolnego obozu”, SS-Oberscharführer Kurt Küttner. Chwilę później blokowy baraku nr 2, niejaki Kuba, poprosił go o rozmowę w cztery oczy. Kuba był znanym konfidentem, stąd Salzberg, obawiając się dekonspiracji, wysłał posłańca do Galewskiego z prośbą o zgodę na natychmiastową likwidację Niemca. Tymczasem Küttner zakończywszy rozmowę z Kubą, wyszedł z baraku i natknął się na młodego Żyda, który w tym czasie nie miał prawa przebywać w „getcie”. Błyskawicznie go przeszukał, znajdując pieniądze ukryte na wypadek ucieczki. W momencie, gdy Küttner zamierzał wywlec więźnia z „getta”, powrócił wspomniany posłaniec, któremu towarzyszył uzbrojony konspirator nazwiskiem Wallabańczyk (Wołowańczyk), wysłany przez Galewskiego z zadaniem zabicia esesmana. Wallabańczyk natychmiast wyciągnął pistolet i postrzelił Küttnera. Było to około godziny 16:00.
Strzał oddany do Küttnera stał się sygnałem do rozpoczęcia powstania. Wkrótce w różnych punktach „dolnego obozu” wybuchła chaotyczna strzelanina. Galewski, który niezbyt fortunnie wybrał stanowisko dowodzenia, niemal natychmiast stracił kontrolę nad przebiegiem walki. Dysproporcja sił była bardzo duża, gdyż chłopcy zdołali wynieść z magazynu jedynie kilkadziesiąt granatów oraz kilka pistoletów i karabinów z niewielką ilością amunicji. Niemniej konspiratorzy przystąpili do realizacji wyznaczonych wcześniej zadań. Grupa Sudowicza obrzuciła granatami budynek komendantury. Lubrenicki wraz z czeskim Żydem, Stanisławem „Standą” Lichtblauem, wysadzili w powietrze obozowy skład paliw. Powstańcy przebywający na „placu sortowniczym” podjęli próbę związania walką ukraińskich posterunków, a w szczególności wieżyczek strażniczych stojących przy południowym odcinku ogrodzenia. Salzberg i jego ludzie zabili blokowego Kubę oraz zaczęli podpalać baraki i warsztaty w „getcie”. Z rąk powstańców zginęła także niejaka „Paulinka” – kapo więźniarek w „dolnym obozie”, a zarazem znana donosicielka. Skromne zapasy amunicji i granatów szybko się jednak wyczerpały. Tymczasem Niemcy i wachmani, ochłonąwszy z zaskoczenia, odpowiedzieli gwałtownym ogniem. Wiele ofiar przyniósł zwłaszcza ostrzał prowadzony z wieżyczek strażniczych. Kilkuset więźniów niewtajemniczonych w plany powstania rozpoczęło chaotyczną ucieczkę. Część z nich skierowała się w kierunku wschodniego odcinka płotu, inni zaczęli uciekać na południowy wschód w kierunku Totenlagru. Po drodze dokonywali wyłomów w wewnętrznych ogrodzeniach, wykorzystując w tym celu rozmaite narzędzia pracy.
Zaskoczeni przedwczesną strzelaniną powstańcy z „górnego obozu” początkowo nie podjęli walki. Dopiero gdy kolejne strzały i wybuchy przekonały Blocha, że powstanie w „dolnym obozie” jest już w toku, dał sygnał do rozpoczęcia walki. Na umówiony okrzyk „Rewolucja w Berlinie!” Żydzi przebywający w strefie więźniarskiej sforsowali bramę w ogrodzeniu i zabili strzegącego ją wachmana. „Nosiwody” oraz członkowie komanda grabarzy także zlikwidowali przydzielonych im strażników. Prawdopodobnie w tym czasie zabity został również Oberkapo Singer. Powstańcy podpalili część budynków oraz opanowali wartownię, gdzie znaleźli nieco broni. W trakcie wymiany ognia postrzelono wachmana stojącego na wieżyczce w centralnej części Totenlagru. Wkrótce do „górnego obozu” wtargnął tłum więźniów uciekających z „dolnego obozu”. Wraz z miejscowymi więźniami przystąpili do forsowania zewnętrznego ogrodzenia. Wieżyczka w centralnej części Totenlagru była wyeliminowana z walki, lecz wachmani z wieżyczek ulokowanych przy ogrodzeniu zdołali zdziesiątkować uciekających ogniem broni maszynowej. Niemniej wielu więźniom udało się wydostać z obozu. Bloch i pozostali powstańcy, którym udało się zdobyć broń palną, osłaniali zbiegów ogniem karabinowym aż do momentu, gdy zostali zabici lub zabrakło im amunicji.
Według Stangla walka trwała niespełna 30 minut. Franciszek Ząbecki wspominał, że pożar w obozie ugaszono dopiero około godziny 18:00. Gdy ucichły strzały Niemcy ogłosili, że Żydzi, którzy pozostali w obozie i „chcą ich ochrony”, powinni natychmiast stawić się na placu przed komendanturą. Na ten apel odpowiedzieć miało 105 więźniów. Za uciekinierami Stangl wysłał improwizowany pościg.

### Bilans
W chwili wybuchu powstania w obozie przebywało około 840 więźniów. Spośród nich około czterystu zdołało zbiec. Od 350 do 400 Żydów zginęło w czasie walki lub forsowania zewnętrznego ogrodzenia. Ponad 100 więźniów Niemcy schwytali żywcem na terenie obozu – były to osoby, które z własnej woli pozostały w Treblince bądź nie były w stanie uciekać z powodu chorób i osłabienia.
Straty poniesione przez obozową załogę pozostają trudne do ustalenia ze względu na fakt, iż Niemcy nie sporządzili żadnego oficjalnego raportu z przebiegu powstania. Jicchak Arad oceniał, że zginęło lub zostało rannych 5–6 wachmanów. Spośród niemieckich esesmanów ranny został jedynie Kurt Küttner.
Porównując przebieg i rezultaty buntów w ośrodkach zagłady w Treblince i Sobiborze, Arad ocenił, że powstańcy z Sobiboru postawili sobie skromniejsze cele, stąd większe były ich szanse na sukces. Uznał także, że powstanie w Sobiborze było lepiej przygotowane pod względem wojskowym. Powstańcom z Treblinki nie udało się opanować obozu i zniszczyć komór gazowych, stąd już w drugiej połowie sierpnia Niemcy byli w stanie zamordować tam co najmniej 7,5 tys. Żydów z getta w Białymstoku. Niemniej zdaniem Arada powstanie należy uznać za udane, chociażby ze względu na fakt, że umożliwiło zbiorową ucieczkę więźniów. W jego ocenie bunt przyspieszył również decyzję o likwidacji obozu.

## Losy uciekinierów

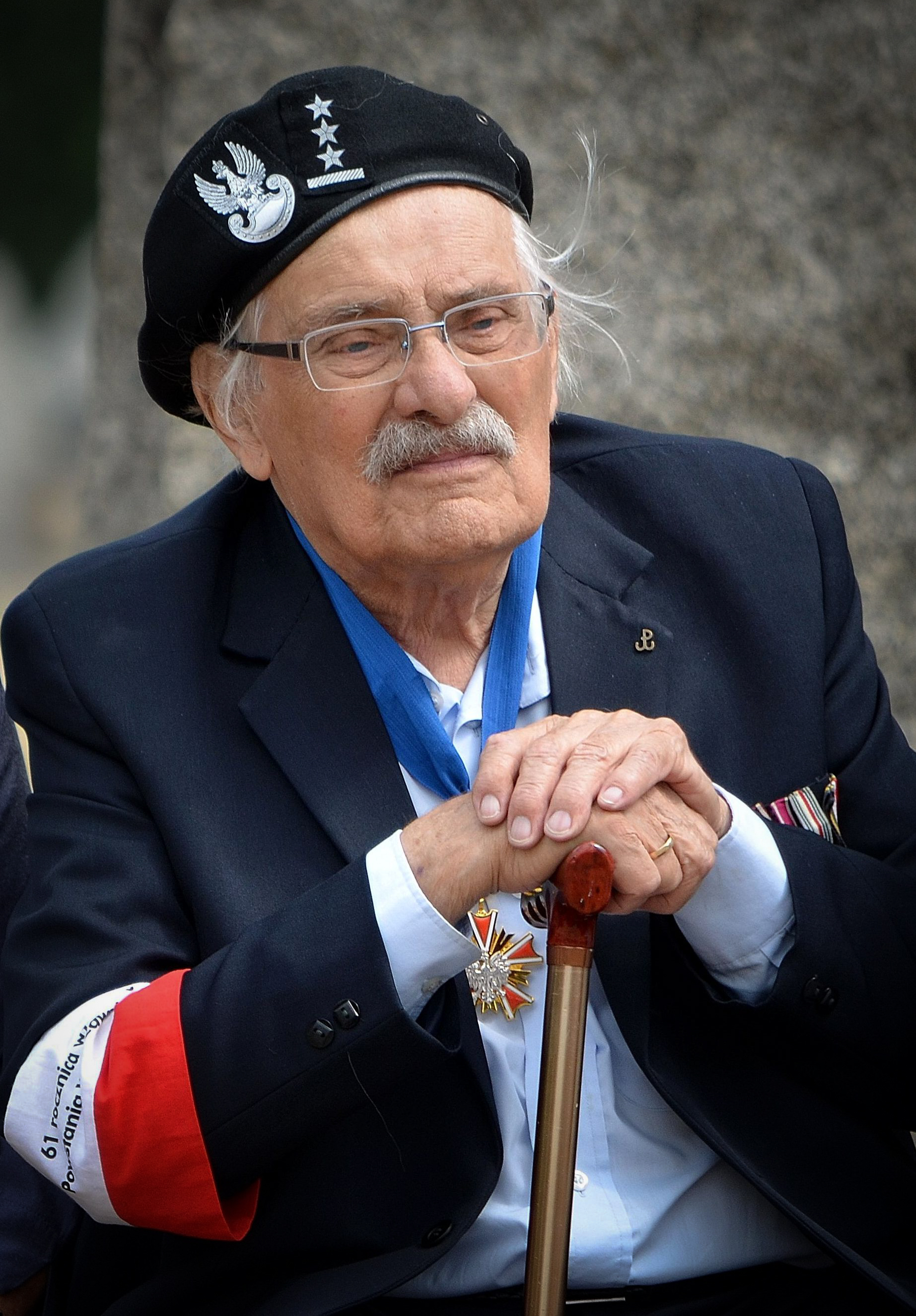
Samuel Willenberg (1923–2016), ostatni z uczestników buntu w Treblince

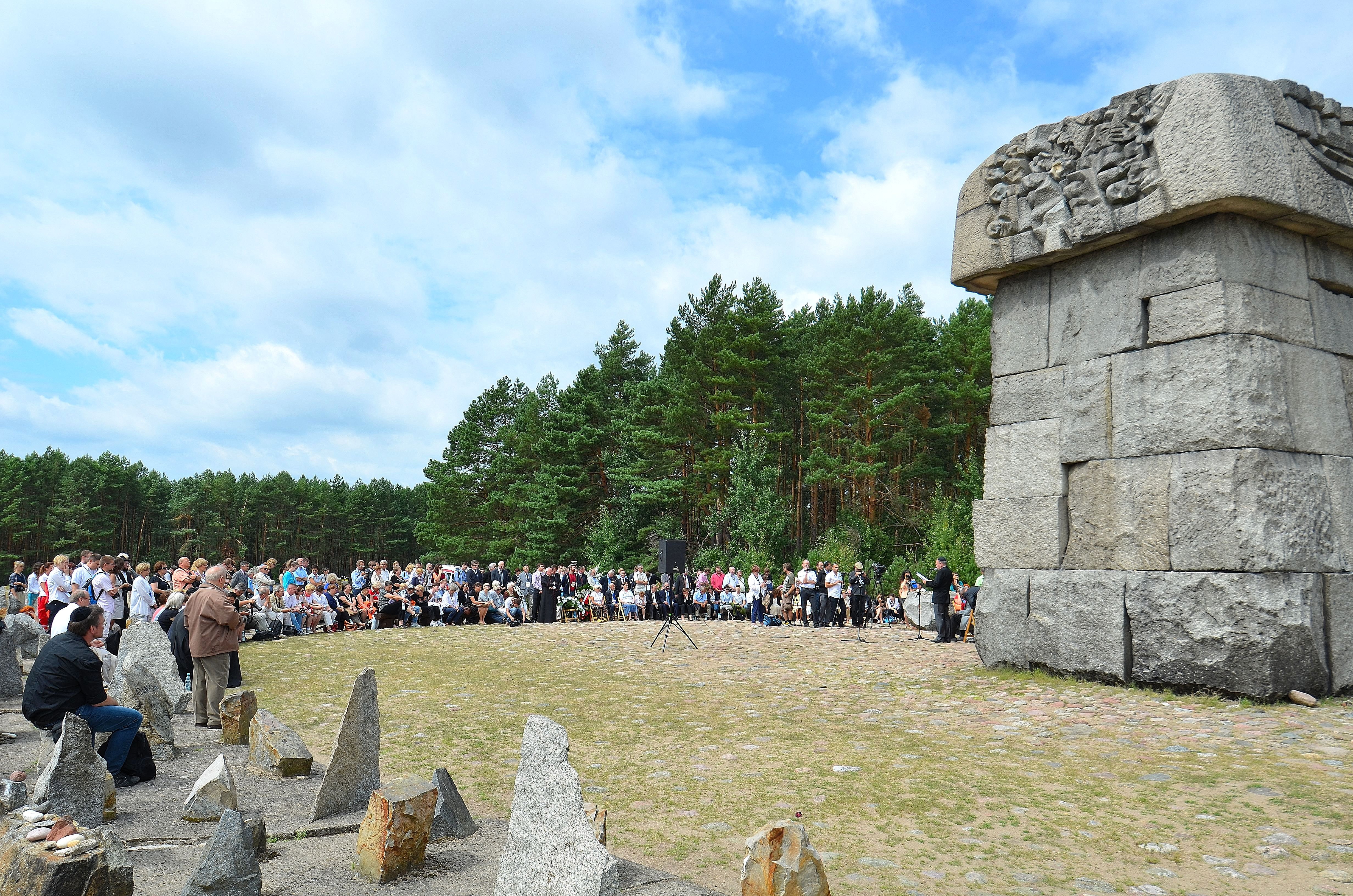
Obchody 70. rocznicy powstania przed pomnikiem w Treblince, 2 sierpnia 2013

Żydzi uciekali początkowo w dużych grupach, które szybko zaczęły się jednak rozpraszać. Franciszek Ząbecki twierdził, że jednej z grup pomógł w przeprawie przez Bug oddział partyzancki Armii Krajowej dowodzony przez Stanisława Siwka ps. „Śliwa”. Informacja ta nie znajduje potwierdzenia w innych źródłach.
Powstańcy nie zdołali przeciąć linii telefonicznych zapewniających obozowi kontakt ze światem zewnętrznym, stąd Stangl był w stanie szybko wezwać posiłki. Jako pierwsza przybyła z odsieczą załoga sąsiedniego obozu pracy Treblinka I, niedługo później znad Bugu powróciła grupa Kurta Franza. Zaalarmowane zostały niemieckie posterunki w Małkini, Sokołowie Podlaskim, Kosowie Lackim i Ostrowi Mazowieckiej. Jednostki SS, policji, żandarmerii i straży kolejowej przystąpiły do zakrojonej na szeroką skalę obławy. Otoczono obóz w promieniu pięciu kilometrów, zablokowano drogi, przy brodach na Bugu wystawiono posterunki. W ciągu pierwszej doby schwytano i zamordowano niemal połowę uciekinierów. W kolejnych dniach zabito jeszcze około 100 Żydów. Wśród więźniów zabitych w czasie powstania i ucieczki znaleźli się wszyscy przywódcy powstania.
Wojnę przeżyło około 70 uciekinierów z Treblinki, w tym dwie kobiety. Niektórzy uciekinierzy znaleźli schronienie wśród ludności polskiej, inni ukrywali się w lasach do momentu nadejścia Armii Czerwonej. Jednym z uciekinierów, którego ukrył i przechował aż do wyzwolenia polski rolnik, był Samuel Rajzman. W kilku wypadkach uciekinierzy zostali zatrzymani i skierowani na roboty do Rzeszy lub do obozów koncentracyjnych, gdzie zdołali doczekać końca wojny. W ten sposób ocaleli m.in. dwaj czescy Żydzi, Richard Glazar i Karel Unger, którzy podali się za robotników Organizacji Todt i wyjechali do Niemiec, gdzie wiosną 1945 roku wyzwoliły ich wojska amerykańskie.
Wielu uciekinierom z Treblinki udało się przetrwać dzięki pomocy udzielonej przez Polaków. Najczęstszą formą pomocy było podarowanie żywności, niekiedy także udzielenie schronienia (krótko- lub długotrwałego). W żydowskich i polskich relacjach przeanalizowanych przez Teresę Prekerową przeważają przy tym informacje o pomocy bezinteresownej (ok. 60% przypadków). Niemniej z zeznań i wspomnień ocalałych więźniów Treblinki wyłania się generalnie negatywny obraz stosunku polskiej ludności do uciekinierów z obozu. W dużej mierze owe oskarżenia potwierdzają także relacje polskie. Bazując na świadectwach żydowskich, Jicchak Arad doszedł do wniosku, że polscy chłopi w przeważającej większości nie tylko nie wspomagali zbiegłych Żydów, lecz motywowani chciwością i antysemityzmem wydawali ich w ręce Niemców lub rabowali i mordowali na własną rękę. Szczególnie wrogi stosunek do uciekinierów mieli prezentować mieszkańcy najbliższych okolic Treblinki, którzy wzbogacili się na handlu z wachmanami. Arad doszedł również do wniosku, że zagrożeniem dla uciekinierów byli nie tylko Niemcy i polscy chłopi, lecz także partyzanci AK oraz członkowie „prawicowych i faszystowskich odłamów polskiego podziemia”.
Teresa Prekerowa, przeanalizowawszy 27 żydowskich i polskich relacji opisujących stosunek polskiej ludności do uciekinierów z Treblinki, zwracała jednak uwagę, że większość negatywnych ocen nie odnosiła się do konkretnych przypadków, lecz polegała na sądach ogólnych. Ponadto tylko część autorów żydowskich pisała o swych kontaktach z ludnością polską. Trudno jest więc oszacować rzeczywistą skalę negatywnych zjawisk. Z polskich relacji wynika ponadto, że najczęstszym motywem przestępstw, których ofiarą padali uciekinierzy, nie był antysemityzm, lecz chciwość lub sąsiedzkie porachunki. Prekerowa wskazała jednocześnie, że w relacjach żydowskich każda odmowa pomocy interpretowana jest jako akt wrogości i antysemityzmu, a bagatelizowane są obiektywne przyczyny, dla których pomoc nie mogła zostać udzielona (np. strach przed Niemcami czy brak żywności). Doszła również do wniosku, że rzekomymi polskimi lub sowieckimi partyzantami napadającymi na uciekinierów z Treblinki mogli być pospolici bandyci podszywający się pod członków ruchu oporu. W szczególności fakt, że we wspomnieniach wydanych wiele lat po wojnie Żydzi często nie powtarzają oskarżeń pod adresem AK, które pojawiły się w ich zeznaniach złożonych zaraz po wyzwoleniu, może w jej ocenie sugerować, że owe oskarżenia były efektem presji propagandy stalinowskiej.

## Epilog
W raportach Polskiego Państwa Podziemnego wiele uwagi poświęcono powstaniu w Treblince. Informowała o nim prasa konspiracyjna – zarówno komunistyczna, jak i związana z Państwem Podziemnym. Wspomniano o nim także w periodykach wydawanych w Londynie przez rząd na uchodźstwie. W polskich raportach początkowo wyolbrzymiono rozmiary powstania, szacując liczbę zbiegów na 1800 osób, a liczbę zabitych członków załogi na 30–50 osób. Późniejsze opracowania podawały już bardziej wiarygodne informacje.
Kierownictwo obozu i sztab akcji „Reinhardt” starały się zbagatelizować bunt, a nawet w miarę możliwości utrzymać go w tajemnicy. W czasie powstania nie zginął żaden niemiecki esesman, stąd nie sporządzono oficjalnego raportu dla kierownictwa SS w Berlinie. Komendant Stangl utrzymywał ponadto, że wszyscy uciekinierzy zostali wyłapani w ciągu kilku godzin.
19 sierpnia 1943 roku w Treblince zgładzono ostatni transport z getta w Białymstoku. W związku ze zbliżającym się końcem akcji „Reinhardt” Niemcy rozpoczęli wkrótce stopniową likwidację obozu. W połowie lub pod koniec sierpnia Stangl wraz z częścią załogi został przeniesiony do Triestu. W Treblince pozostało jedynie tzw. Restkommando pod dowództwem Kurta Franza, złożone z kilku esesmanów, grupy wachmanów oraz blisko stu Żydów. Jego zadaniem było zatarcie śladów po istnieniu obozu. Przez cały wrzesień i październik więźniowie rozbierali budynki, które przetrwały sierpniowe powstanie, oraz ogrodzenie i wieżyczki strażnicze. Opróżnione ze zwłok masowe groby zasypano i obsiano łubinem. Na terenie poobozowym wybudowano gospodarstwo rolne, na którym osadzono dwóch wachmanów wraz z rodzinami. 20 października około 30–50 więźniów wywieziono do obozu zagłady w Sobiborze. Kolejną grupę wywieziono 4 listopada. Brali tam udział w likwidacji obozu, po powstaniu w Sobiborze, i kilka tygodni później zostali tam zgładzeni. Wykonanie ostatnich prac porządkowych w Treblince powierzono tymczasem grupie około 30 Żydów. 17 listopada 1943 roku w lesie nieopodal obozu Franz i jego ludzie rozstrzelali tych więźniów, a następnie spalili ich ciała.
W 1945 roku generał Michał Rola-Żymierski pośmiertnie odznaczył przywódców konspiracji w Treblince, Juliana Chorążyckiego i Marcelego Galewskiego, orderem Krzyża Walecznych.
Każdego roku 2 sierpnia, w rocznicę powstania, na terenie byłego obozu zagłady odbywają się uroczystości poświęcone ofiarom Treblinki.
Ostatni z uczestników powstania, Samuel Willenberg, zmarł 19 lutego 2016 roku.